# Andon Beça
Andon Beça (Kosovo, 7 settembre 1879 – Vienna, 31 ottobre 1944) è stato un politico albanese.
Sotto l'occupazione italiana fu Ministro dell'Economia nel governo di Shefqet Vërlaci, entrato in vigore il 12 aprile 1939, e Ministro delle Finanze nel 1943.